# برایان لیانگ
برایان لیانگ (انگلیسی: Bryan Leung؛ زادهٔ ۲۰ ژانویهٔ ۱۹۴۸) بازیگر، کارگردان صحنه‌های اکشن، کارگردان فیلم، تهیه‌کننده فیلم، فیلم‌نامه‌نویس اهل هنگ کنگ است.
از فیلم‌ها یا برنامه‌های تلویزیونی که وی در آن نقش داشته است، می‌توان به ببرها، ایپ من، نجات ژنرال یانگ و ایپ من ۳ اشاره کرد.